# Vichy (pastillas)

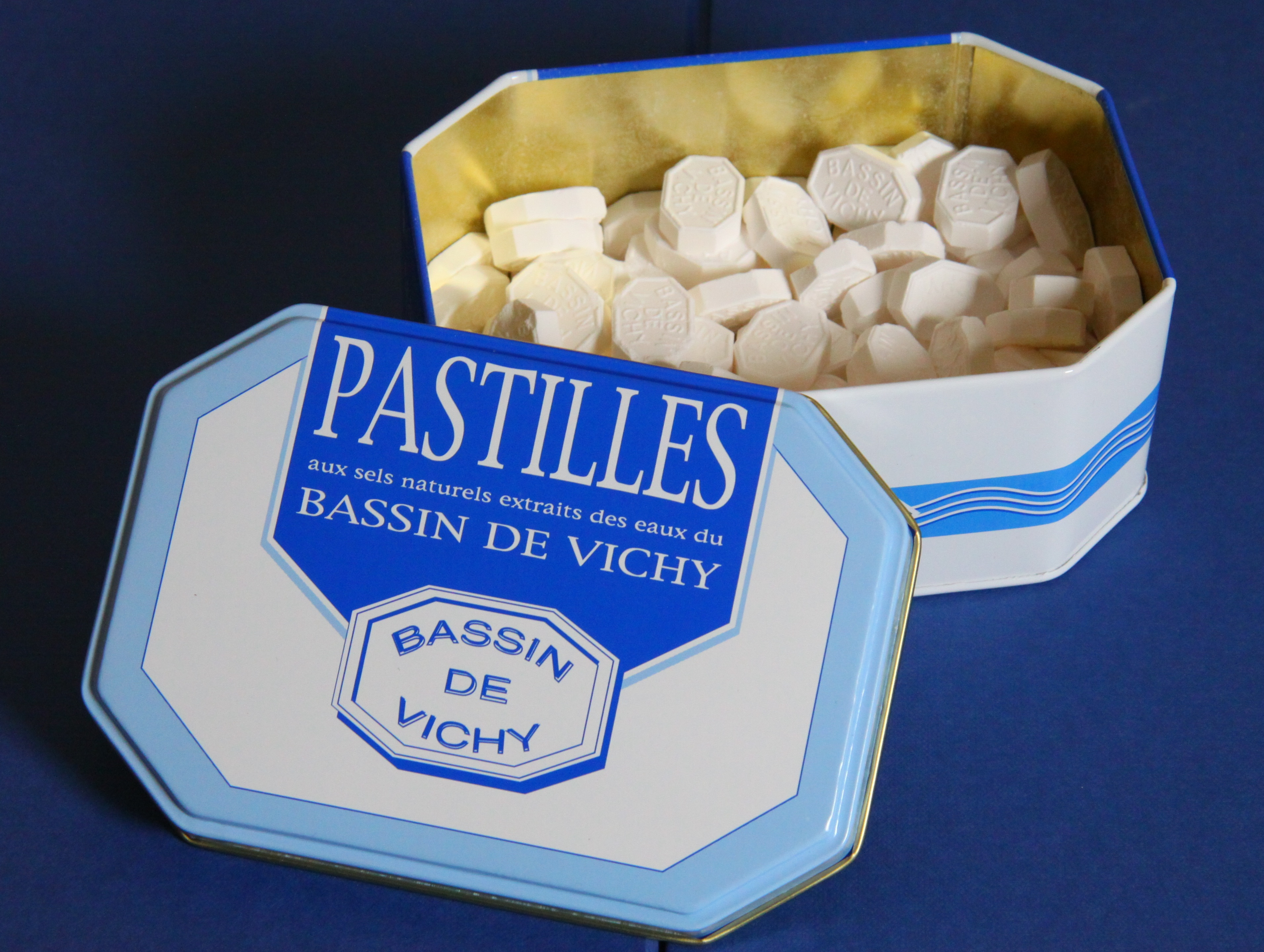
Pastillas Vichy.

Las pastillas Vichy (o pastillas de Vichy) fueron inventadas en 1825 por Joseph d'Arcet, miembro de la academia de medicina francesa, con la finalidad de prolongar los beneficios de las aguas termales del balneario de Vichy sobre el proceso digestivo.
Al principio, estas pastillas estaban hechas únicamente con una base de bicarbonato que a partir del año 1875 fue sustituida por una base de sales minerales extraídas de las aguas del balneario para que tuvieran un equilibrio mineral más natural.[cita requerida]
Gracias a su sabor y sus supuestas propiedades terapéuticas, las pastillas Vichy son actualmente un símbolo de identidad popular de la villa francesa de Vichy y su éxito comercial es indiscutible.
- Datos: Q2357825
- Multimedia: Pastille de Vichy / Q2357825